# Morton Feldman

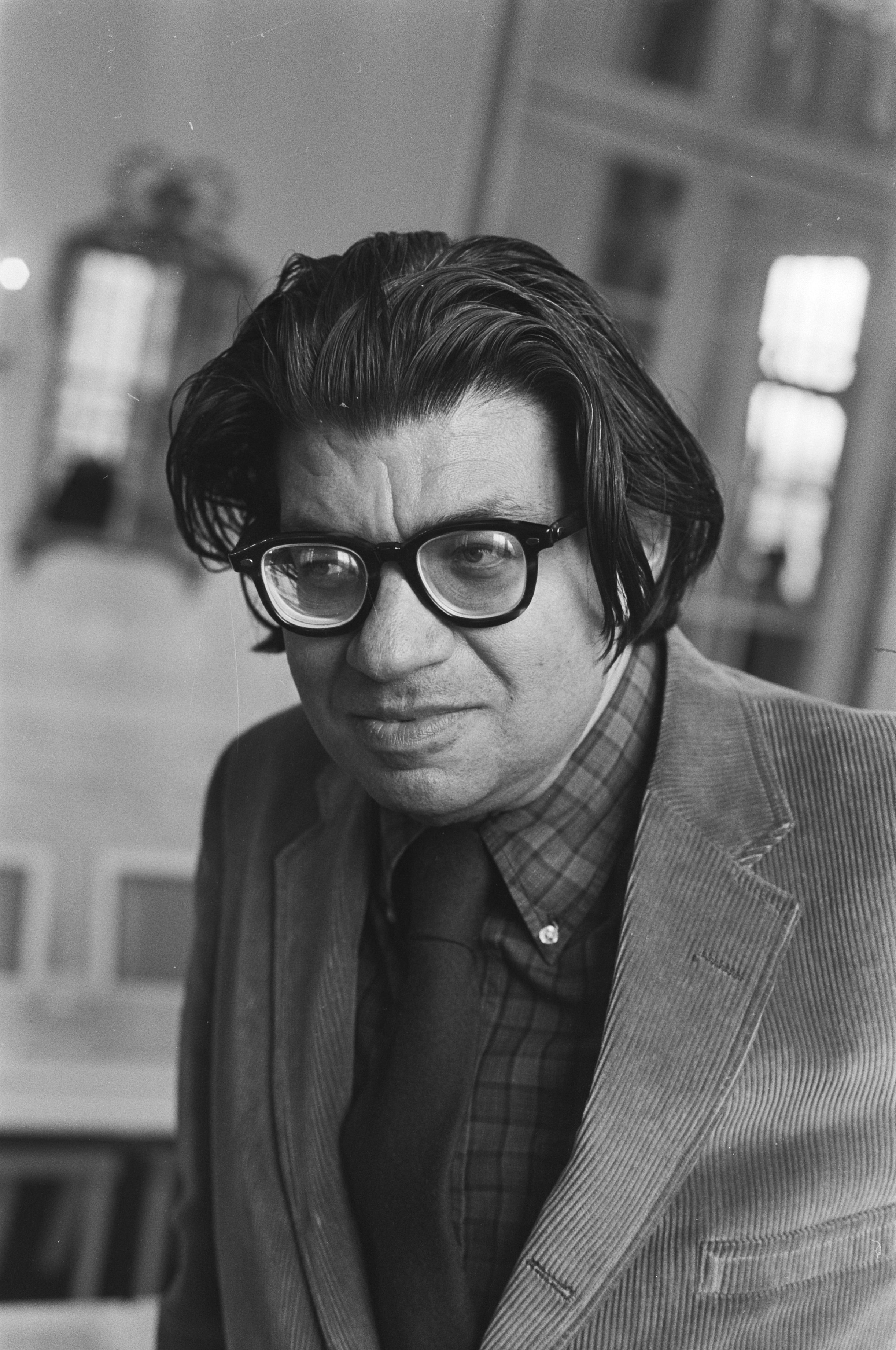
Morton Feldman, Amsterdam 1976

Morton Feldman (New York, 12 gennaio 1926 – Buffalo, 3 settembre 1987) è stato un compositore statunitense, noto per le sue musiche strumentali composte da suoni spesso isolati, con prevalenza di dinamiche attutite e durate spesso decisamente lunghe.

## Biografia
Feldman studiò inizialmente pianoforte con Vera Maurina-Press (allieva di Ferruccio Busoni, alla quale dedicherà nel 1970 il brano Madame Press Died Last Week at Ninety), mentre più tardi (dal 1941) si dedicò allo studio della composizione, prima con Wallingford Riegger e successivamente (dal 1944) con Stefan Wolpe (a quest'ultimo Feldman dedicherà una delle sue più note composizioni, For Stefan Wolpe). Il rapporto con i suoi insegnanti però non fu semplice, infatti si trovò spesso a polemizzare con loro (polemiche che però nel caso di Stefan Wolpe furono quanto mai costruttive, tanto che Feldman in anni più tardi ne parlerà spesso come di un'esperienza fondamentale per la sua crescita artistica), mentre con Riegger invece i rapporti furono molto turbolenti, al punto che dopo un paio d'anni di studio li interruppe senza diplomarsi.
Nel 1950 Feldman si recò a sentire un concerto della New York Philharmonic (in programma la Sinfonia di Anton Webern), e fu in questa circostanza che conobbe John Cage, un incontro che condizionò fortemente sia la sua vita (al punto da trasferirsi ed andare ad abitare nello stesso edificio in cui viveva Cage) che la sua concezione compositiva.
Oltre a Cage, Feldman ebbe molti incontri importanti con varie figure rappresentative della scena artistica di New York, tra i quali furono particolarmente significativi quelli con i compositori Earle Brown e Christian Wolff, con il danzatore e coreografo Merce Cunningham, con i poeti e letterati Frank O'Hara e Samuel Beckett, con i pittori Philip Guston, Franz Kline, Willem de Kooning, Jackson Pollock, Robert Rauschenberg e Mark Rothko.
Nel 1973 fu nominato professore di composizione all'università di Buffalo, nel 1984 e 1986 fu docente di composizione ai Ferienkurse für Neue Musik di Darmstadt.
Morton Feldman è morto nella sua casa di Buffalo nel 1987 per un cancro al pancreas, pochi mesi dopo essersi sposato con la compositrice Barbara Monk.

## Stile compositivo
Morton Feldman iniziò a comporre già negli anni quaranta, sebbene i suoi lavori giovanili (spesso marcati da una certa influenza di Alexander Scriabin) siano stilisticamente molto differenti da quello che avrebbe composto più tardi, e che lo avrebbe reso universalmente noto per il suo linguaggio affatto personale, differente dalla maggior parte dei compositori a lui coevi.
Fu dopo il suo incontro con John Cage che Feldman iniziò a scrivere musica che non era correlata con le tecniche del passato, né con quelle in voga in quegli stessi anni (in particolare modo lo strutturalismo), utilizzando sistemi di notazione musicale non convenzionali (spesso basati su "griglie" o altri elementi grafici), delegando all'interprete (o al Caso) la scelta di determinati parametri (talvolta Feldman determinava in partitura soltanto il timbro ed il registro, lasciando libera la scelta delle altezze all'esecutore, altre volte invece semplicemente specificando il numero di note che debbono essere suonate in determinati momenti, senza specificare quali).
In quell'epoca segnata dal suo interesse nei confronti dell'Alea, Feldman applicò anche elementi derivati dal calcolo delle probabilità alle sue composizioni, traendo in questo senso ispirazione da certe opere di Cage come "Music of Changes" (dove le note da eseguire sono determinate dalla consultazione de I-Ching).
A partire dalla metà degli anni cinquanta, e poi definitivamente dal 1967, per necessità di maggiore precisione nel controllo della sua musica, e per evitare che la particolare notazione venisse travisata come un invito all'improvvisazione, ritornò alla notazione musicale tradizionale. Per il suo frequente utilizzo di ripetizioni, fu spesso ritenuto un precursore del minimalismo.
Trovò spesso ispirazione nel lavoro degli amici pittori legati all'espressionismo astratto, tanto che negli anni settanta compose numerosi brani (spesso con durate attorno ai venti minuti) sotto questo specifico influsso (tra cui Rothko Chapel del 1971, brano scritto per l'omonimo edificio di Houston che ospita quattordici opere di Mark Rothko, e For Frank O'Hara del 1973).
Nel 1977 compose la sua unica opera, Neither, su testo di Samuel Beckett.
A partire dalla fine degli anni settanta iniziò a produrre lavori molto lunghi (raramente più brevi di mezz'ora, ed anzi spesso molto più lunghi), generalmente composti da un movimento unico, dove la concezione della durata viene dilatata fin quasi a voler annullare la stessa percezione del tempo; questi lavori comprendono Violin and String quartet (1985, due ore circa), For Philip Guston (1984, quattro ore circa), fino all'estremo String quartet II del 1983, la cui durata supera abbondantemente le cinque ore (senza nessuna pausa). La sua prima esecuzione integrale fu data nel 1999 presso la Cooper Union di New York dal Flux Quartet, il quale ha pure registrato lo stesso brano nel 2003 (per una durata totale di 6 ore e 7 minuti). Com'è tipico della sua tarda produzione, questo brano non presenta nessun cambiamento d'umore, rimanendo per la sua quasi totalità su dinamiche estremamente ridotte (piano o pianissimo); Feldman del resto negli ultimi anni ha dichiarato che i suoni di bassa intensità (quiet sounds) erano gli unici che lo interessavano.

La maggior parte delle sue composizione è edita da Peters (New York/Lipsia) e da Universal (Vienna).

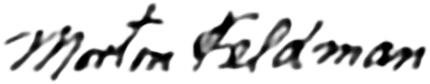
Firma di Feldman tratta dalla prima pagina di Why Patterns? (1978)

## Opere

### Brani per strumento solo
- Ilusions per pianoforte (1948)
- Projection 1 per violoncello (1950)
- Two Intermissions per pianoforte (1950)
- Piano Piece 1952 (1952)
- Variations per pianoforte (1951)
- Intersection 4 per violoncello (1953)
- Piano Piece 1956 B per pianoforte (1956)
- Last Pieces per pianoforte (1956)
- Piano Piece (to Philip Guston) per pianoforte (1963)
- The King of Denmark percussioni (1964)
- Vertical Thoughts 4 per pianoforte (1964)
- Piano per pianoforte (1967)
- Principal Sound per organo (1980)
- Triadic Memories per pianoforte (1981)
- For Aaron Copland per violino (1981)
- For Bunita Marcus per pianoforte (1985)
- A Very Short Trumpet Piece per tromba (1986)
- Palais de Mari per pianoforte (1986)

### Musica da camera
- Piece for Violin and Piano per violino e pianoforte (1950)
- Projection 2 per flauto, tromba, pianoforte e violino (1951
- Projection 3 per due pianoforti (1951)
- Projection 4 per violino e pianoforte (1951)
- Projection 5 per tre flauti, tromba, due pianoforti e tre violoncelli (1951)
- Structures per quartetto d'archi (1951)
- Extensions 1 per violino e pianoforte (1951)
- Extensions 4 per tre pianoforti (1953)
- Extensions 5 per due violoncelli (1953)
- Eleven Instruments per gruppo da camera (1953)
- Three Pieces for String Quartet per quartetto d'archi (1956)
- Piece for 4 Pianos per quattro pianoforti (1957)
- Two Pianos per due pianoforti (1957)
- Ixion per gruppo da camera (1958)
- Atlantis per gruppo da camera (1959)
- Durations 1 per quattro strumenti (flauto, pianoforte, violino e violoncello) (1960)
- Durations 2 per violoncello e pianoforte (1960)
- Durations 3 per tuba, violino e pianoforte (1961)
- Durations 4 per vibrafono, violino e violoncello (1961)
- Durations 5 per sei strumenti (1961)
- De Kooning per corno, percussioni, violino, violoncello e pianoforte (1963)
- Vertical Thoughts 1 per due pianoforti (1963)
- Vertical Thoughts 2 per violino e pianoforte (1963)
- Four Instruments per percussioni, violino, violoncello e pianoforte (1965)
- Two Pieces for Three Pianos per tre pianoforti (1966)
- First Principles per gruppo da camera (1967)
- Between Categories per due pianoforti, due percussionisti, due violini e due violoncelli (1969)
- Madame Press Died Last Week at Ninety per gruppo da camera (1970)
- The Viola in My Life 1 per viola e cinque strumenti (1970)
- The Viola in My Life 2 per viola e sei strumenti (1970)
- The Viola in My Life 3 per viola e pianoforte (1970)
- Five Pianos per cinque pianoforti (1972)
- For Frank O'Hara per sei strumenti (1973)
- Four Instruments per pianoforte, violino, viola e violoncello (1975)
- Why Patterns? per flauto, pianoforte e percussioni (1978)
- String Quartet per quartetto d'archi (1979)
- Bass Clarinet and Percussion per clarinetto basso e percussioni (1981)
- For John Cage per violino e pianoforte (1982)
- String Quartet II per quartetto d'archi (1983)
- For Philip Guston per flauto, pianoforte e percussioni (1984)
- Violin and String Quartet per violino e quartetto d'archi (1985)
- Piano and String Quartet per pianoforte e quartetto d'archi (1985)
- For Christian Wolff per flauto e pianoforte (1986)
- For Samuel Beckett per gruppo da camera (1987)
- Piano, Violin, Viola, Cello per pianoforte, violino, viola e violoncello (1987)

### Musica orchestrale (con o senza solisti)
- Intersection 1 (1951)
- Marginal Intersection (1951)
- Out of "Last Pieces" (1961)
- Structures for Orchestra (1962)
- In Search of an Orchestration (1967)
- On Time and the Instrumental Factor (1969)
- The Viola in My Life 4 per viola e orchestra (1971 al Teatro La Fenice di Venezia)
- Cello and Orchestra per violoncello e orchestra (1972)
- String Quartet and Orchestra per quartetto d'archi e orchestra (1973)
- Piano and Orchestra per pianoforte e orchestra (1975)
- Oboe and Orchestra per oboe e orchestra (1976)
- Orchestra (1976)
- Flute and Orchestra per flauto e orchestra (1976)
- Violin and Orchestra per violino e orchestra (1979)
- The Turfan Fragments (1980)
- Coptic Light (1985)

### Musica vocale
- Only per voce (1947)
- Journey to the End of the Night per soprano e quattro strumenti a fiato (1948)
- Four Songs to e. e. cummings per soprano, pianoforte e violoncello (1951)
- The Swallows of Salangan per coro e gruppo da camera (1960)
- Intervals per basso-baritono, trombone, percussioni, vibrafono e violoncello (1961)
- For Franz Kline per soprano, corno, percussioni, pianoforte, violino e violoncello (1962)
- The O'Hara Songs per basso-baritono, percussioni, pianoforte, violino, viola e violoncello (1962)
- Christian Wolff in Cambridge per coro a cappella 1963)
- Vertical Thoughts 3 per soprano e gruppo da camera (1963)
- Vertical Thoughts 5 per soprano, tuba, percussioni, celesta e violino (1963)
- Chorus and Instruments per coro e gruppo da camera (1963)
- Chorus and Instruments II per coro, tuba e percussioni (1967)
- Rothko Chapel per soprano, contralto, coro, viola, percussioni e celesta (1971)
- Chorus and Orchestra 1 per coro e orchestra (1971)
- Pianos and Voices per cinque soprani e cinque pianoforti (1972)
- Chorus and Orchestra 2 per coro e orchestra (1972)
- Voice and Instruments per soprano e orchestra (1972)
- Voices and Cello per due voci femminili e violoncello (1973)
- Voice and Instruments 2 per voce femminile, clarinetto, violoncello e contrabbasso (1974)
- Voice, Violin and Piano per voce femminile, violino e pianoforte (1976)
- Elemental Procedures per soprano, coro e orchestra (1976)
- Three Voices per soprano e nastro magnetico (oppure tre soprani) (1982)
- For Stefan Wolpe per coro e due vibrafoni (1986)

### Opere teatrali
- Summerspace, coreografia di Merce Cunningham, scena e costumi di Robert Rauschenberg (1958)

- Neither, opera in un atto, testo di Samuel Beckett (1975)